# Präsidentschaftswahl in São Tomé und Príncipe 1991

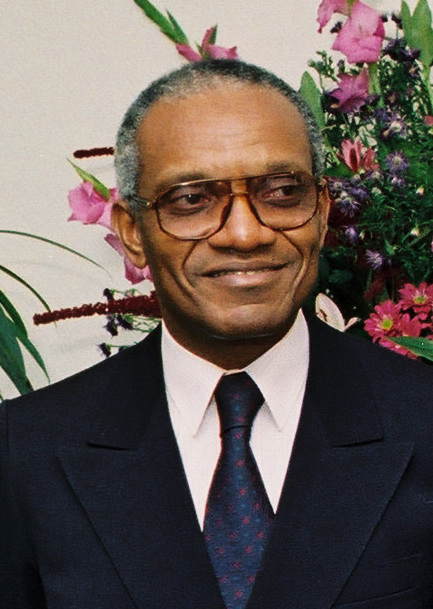
Wahlsieger Miguel Trovoada

Die Präsidentschaftswahl in São Tomé und Príncipe 1991 fand am 3. März statt.  und waren die ersten Präsidentschaftswahlen in São Tomé und Príncipe überhaupt, da bis dahin der Präsident des Landes von der Nationalversammlung bestimmt worden war. Ein  Verfassungsreferendum im vorangegangenen Jahr hatte die Weichen für eine Demokratisierung des Landes und diese Wahl gestellt. Letztlich stellte sich allerdings nur ein Kandidat, Miguel Trovoada, zur Wahl, der ohne Gegenkandidat gewählt und am 3. April 1991 als zweiter Präsident von São Tomé und Principe vereidigt wurde.

## Kandidaten
Ursprünglich hatten drei Kandidaten ihre Absicht erklärt, sich zur Wahl zu stellen:
- Miguel Trovoada, ehemaliger Premierminister, der als Unabhängiger antrat, jedoch die Unterstützung der Parteien Partido de Convergência Democrática-Grupa de Reflexão (PCD-GR) und Coligação Democrática da Oposição (CODO) besaß;
- Monso dos Santos von der Frente Democrática Cristã (FDC);
- Guadalupe de Ceita, ein unabhängiger Kandidat.

Manuel Pinto da Costa, Präsident seit der Unabhängigkeit São Tomé und Príncipes 1975, kandidierte dagegen nicht mehr und erklärte seinen Rückzug aus der Politik. Die ehemalige Staatspartei Movimento de Libertação de São Tomé e Príncipe hatte keinen eigenen Kandidaten aufgestellt. 
Einen Monat vor der Wahl zogen sowohl Monso dos Santos als auch Guadalupe de Ceita ihre Kandidatur zurück, womit Trovoada als einziger Kandidat blieb. Die Wahlbeteiligung lag trotz der nicht vorhandenen Alternative bei 60,0 %.

## Ergebnis
| Kandidaten                         | Parteien          | Stimmen | %     |
| ---------------------------------- | ----------------- | ------- | ----- |
| Miguel Trovoada                    | Unabhängig        | 26.604  | 100,0 |
| Gesamt                             | Gesamt            | 26.604  | 100   |
|                                    |                   |         |       |
| Ungültige Stimmen                  | Ungültige Stimmen | 5.919   | 18,2  |
| Wähler                             | Wähler            | 32.523  | 61,8  |
| Wahlberechtigte                    | Wahlberechtigte   | 52.618  |       |
|                                    |                   |         |       |
| Quelle: African Elections Database |                   |         |       |